# Gilbert Durandal
Gilbert Durandal ((ギルバートデュランダル) Girubāto Dyurandaru) es un personaje secundario en la serie japonesa de animé, Mobile Suit Gundam SEED y el principal antagonista en Gundam SEED Destiny. Es un político, diplomático, científico e ingeniero genético de la nación PLANT, ejerciendo como dictador y Presidente del Consejo Supremo de dicha entidad y por tanto como su cabeza de gobierno.
Pertenece a la Generación Pura de los Coordinadores, nacida directamente de la reproducción de la primera generación de Coordinadores, siendo en consecuencia el primer representante de esta generación en ejercer la Presidencia del Consejo Supremo PLANT.
De carácter frío, calculador y determinado, Durandal profesa una visión del Universo Genéticamente Determinado, creyendo que el predestinar a las personas al nacer a realizar la labor para la que mejor diseñado esté genéticamente, es la forma ideal de como desarrollar una sociedad. Esta visión de determinismo genético, va acompañada por una aspiración de conseguir la paz, pero una paz obtenida mediante la dominación y el sometimiento.
Estuvo involucrado en el Proyecto del Ultimate Coordinator, además de estar en conocimiento de los orígenes de Rau le Creuset, siendo uno de los más brillantes científicos genetistas de la nación PLANT.
Su "Destiny Plan", es la aplicación de su visión política y mediante él planea reorganizar la galaxia y estructurar una sociedad sin diferencias, eficiente y desarrollado. Pertenece al sector moderado de la política de PLANT, y a pesar de su visión impositiva y autocrática de la sociedad, se opone a las tendencias "genocidas injustificadas" de Patrick Zala, cuyo hijo Athrun Zala, se vuelve uno de sus principales opositores.

## Pasado
Gilbert Durandal es parte de la Generación Pura de Coordinadores, es decir nacido naturalmente de padres Coordinadores. Brillante y de inteligencia extraordinaria, incluso para los estándares de una raza tan avanzada como lo son los Coordinadores, estudió Física, Química e Ingeniería genética, convirtiéndose en uno de los más brillantes científicos y genetista de la nación PLANT.
Durandal milita desde que empezó su carrera profesional dentro de los sectores políticos moderados, en los cuales emerge rápidamente como un líder extremadamente popular, debido a su visión de un mundo progresista, pacífico, sin guerra y próspero.
Igualmente Durandal fue parte del Proyecto del Ultimate Coordinator y por tanto, está en correlación directa con el mismo Kira Yamato, trabajando con el padre de Kira y Líder de ORB, Ulen Hibiki, para convertir a su hijo en la más avanzada expresión del potencial humano, lográndolo con éxito. Irónicamente Kira, su creación, sería quien años después no sólo colaborase en el desmantelamiento de su Destiny Plan, sino que sería también el responsable de su muerte. También fue él quien instigó a Canard Pars (producto al igual que Kira del Proyecto Ultimate Coordinator) a ponerse en contra del propio Kira.
También se sabe que sostuvo una relación amorosa con la futura capitana del Minerva, Talia Gladys, relación que el propio Durandal acabó separando, debido a que Talia quería un hijo, pero no así Durandal, quien tenía otras ambiciones en mente.

## Curiosidades
- El ajedrez es su juego favorito y pocas personas han logrado vencerlo en él.
- Es una antiguo y gran amigo de Rau Le Creuset, quien es también una de las pocas personas que lo ha logrado vencer en el ajedrez, además de ser de quien Rau Le Creuset obtuvo los medicamentos que le sirven para tratar sus problemas de dolor y envejecimiento.
- Posee una serie de impresionantes similitudes con el personaje de Treize Khushrenada en Gundam Wing. Ambos se consideran personajes mesiánicos, son hábiles estrategas, no batallan directamente a menos que sea estrictamente necesario, ambos defienden ideología pacifistas contradictorias con los medios que utilizan para conseguir sus objetivos y ambos mantienen una relación amorosa con una oficial subordinada, Gilbert Durandal con la Capitana Talia Gladys y Treize Khushrenada con la Coronel Lady Une.